# 카를로마누스 (브라반트 백작)
카를로만(Carloman de Austrasia, 550 - 645)은 프랑크 왕국 아우스트라시아의 귀족이다. 카롤링거 왕조의 선조이다. 피핀 1세의 아버지이고 그리모알드 1세, 성녀 게르트루데, 베가의 할아버지이다.
카를로만은 브라반트 백작 샤를의 아들로, 브라반트의 백작과 아우스트리시아의 궁정 행정관을 지냈다. 그의 아들이 피핀 1세로 역시 궁정 행정관을 지냈다. 손자는 그리모알드 1세이며, 손녀 베가는 아르눌핑 가문의 안세기셀과 결혼하여 피핀 2세의 어머니가 되고 샤를마뉴 대제의 선조가 된다. 아들 피핀 1세보다 수년을 더 살고 645년경에 사망했다.

## 가족 관계
- 아버지 샤를(Charles, 브라반트 백작)
- 어머니 이름 미상
- 부인 이름 미상
  - 아들 피핀 1세(Pepin I von Landen, 580 - 639)
  - 며느리 이타 또는 이둘베르가(Itta or Idulberga), 이탈리아의 그리모알드 1세의 딸
    - 손녀 성녀 게르트루데(St. Gertrude)
    - 손녀 베가(Begga)
    - 손녀사위 안세기셀(Ansegisel)
      - 외증손녀 클로틸드 도다(Chilotild Doda)
      - 외증손서 테오도리히 3세(Theodoric III of Franks)
      - 외증손 피핀 2세(Pepin II the Fat oa Pepin II the Herstal)
      - 외증손 마르틴(Martin, Count of Leon)

    - 손자 그리모알트 1세(또는 2세, Grimoald I or II)
    - 증손자 힐데베르트 3세 아돕티부스(Childebert III)

## 같이 보기
- 아우스트라시아
- 클로타르 1세
- 피핀 1세
- 안세기셀
- 아르눌프
- 베가
- 성녀 게르트루데
- 아르노알드
- 클로둘포
- 그리모알드 1세
- 힐데베르트 3세 아돕티부스